# Karl-Erik Welin
Karl-Erik Welin (* 31. Mai 1934 in Genarp/Skåne län; † 30. Mai 1992 in Bunyola auf Mallorca) war ein schwedischer Pianist, Organist und Komponist.

## Leben und Wirken
Er studierte an der Königlichen Musikhochschule Stockholm Orgel bei Alf Linder, Klavier bei Sven Brandel und Komposition bei Gunnar Bucht und Ingvar Lidholm. Nach dem Abschluss 1961 ergänzte er seine Studien in Darmstadt bei David Tudor. Welin wurde in den 1960er Jahren als Interpret avantgardistischer Werke und Happeningkünstler im Gefolge von John Cage und David Tudor bekannt. Berühmt wurde seine Aufführung der musiktheatralischen Aktion Rendez-vous (1963) von Knut Wiggen alias Théodore E. Libèr im Jahr 1964. Bei der im Verlauf der Aufführung vom Komponisten vorgeschriebenen Zerstörung des Instruments verletzte sich Welin mit einer Motorsäge selbst, so dass er ins Krankenhaus eingeliefert werden musste. Seine ambivalente Haltung zu dem Instrument dokumentierte er später in seinem Essai du pianiste, einem Happening, bei dem er das Ende des „widerlichen Möbelstückes“ proklamierte.
Später profilierte er sich als Organist, für den Komponisten wie György Ligeti und Mauricio Kagel Stücke komponierten. Als Komponist trat er vor allem mit kammermusikalischen Werken hervor, von denen vor allem die Streichquartette bekannt geblieben sind. 1975 entstand das Ett svensk requiem nach Texten von Carl von Linné für Chor und Orchester. Für das Omnibus Wind Ensemble komponierte er das 1989 uraufgeführte Stück Viriditas per Omnibus, für die Flötisten Per Erik Adamsson und Sarah Elfvik das Duo per flauto.